# 米特西爾
米特西尔（德語：Mittersill，發音：[ˈmɪtɐzɪl]）是奥地利萨尔茨堡州的市镇，面积132.04平方千米，2018年1月1日人口为5,380人。